# Nikolai Iwanow (Radsportler)
Nikolai Iwanow (* 1. Juli 1989) ist ein kasachischer Radrennfahrer.
Iwanow belegte auf der Straße 2008 beim Eintagesrennen International Grand Prix Al-Khor in Katar den neunten Platz. Bei dem Etappenrennen Cycling Golden Jersey gewann er wenig später zusammen mit dem kasachischen Nationalteam das Mannschaftszeitfahren und in der Gesamtwertung belegte er den dritten Platz. Bei der Asienmeisterschaft 2009 in Tenggarong gewann Iwanow auf der Bahn die Bronzemedaille in der Mannschaftsverfolgung.

## Erfolge
2008
- Mannschaftszeitfahren Cycling Golden Jersey

2009
- Asienmeisterschaft – Mannschaftsverfolgung (mit Anton Diganow, Maxim Gurow, Alexei Kolessow und Sergei Kusin)